# جيري هيدنك
السفاح الأمريكي جيري هيدنك، (بالإنجليزية: Gary M. Heidnik)‏ الذي كان يجلب البغايا إلى منـزله، ويقيدهن في طابق تحت الأرض بالسلاسل، ويغتصبهن كعبيد، وكان يطعمهن لحم، وكان يمارس تعذيبهن عاريات، سواء بالتعليق في السقف من الأيدي، أو بالصعق الكهربائي، قتل اثنتين منهن، ثم اكتشف أمره، وتم القبض عليه وأعدم عام 1999.

## الإعدام
تم إعدام هيدنك بحقنة مميتة في 6 يوليو 1999، في إصلاحية الولاية - روكفيو في مقاطعة سنتر، بنسلفانيا، وتم حرق جثته. اعتبارًا من عام 2021 ، كان هيدنك آخر شخص يتم إعدامه من قبل كومنولث بنسلفانيا، ولا يزال هو الثالث من بين ثلاثة أشخاص يُعدمون في ولاية بنسلفانيا منذ استئناف عقوبة الإعدام. والآخرون هم كيث زيتلموير في مايو 1995 وليون موزر في أغسطس 1995.

## قائمة الضحايا
- جوزيفينا ريفيرا - 25 سنة ، اختطفت في 25 نوفمبر 1986.
- ساندرا ليندسي - 24 سنة ، اختطفت في 3 ديسمبر 1986 ؛ قُتل في 7 فبراير 1987.
- ليزا توماس - 19 سنة ، اختطفت في 23 ديسمبر 1986.
- ديبورا دودلي - 23 سنة ، اختطفت في 2 يناير 1987 ؛ قُتلت في 19 مارس 1987.
- جاكلين أسكينز - 18 سنة ، اختطفت في 18 يناير 1987.
- أغنيس آدامز - 24 سنة ، اختطفت في 23 مارس 1987 (تم إنقاذها في نفس اليوم).

## في الثقافة الشعبية
- كان هيدنك واحدًا من ستة قتلة حقيقيين استند عليهم المؤلف توماس هاريس في روايته صمت الحملان عام 1988.[8][9]

- في عام 2018 ، أصدرت فرقة SKYND أغنية مبنية على الأحداث ، شارك فيها جوناثان ديفيس من كورن.[10]